# شغل بزرگ (فیلم ۱۹۶۵)
شغل بزرگ (انگلیسی: The Big Job) یک فیلم کمدی، جنایی و معمایی بریتانیایی محصول سال ۱۹۶۵ به کارگردانی جرالد توماس با بازی سید جیمز، جوآن سیمز و لنس پرسیوال است.
فیلم برق‌آسا (۱۹۹۹) بازسازی این اثر سینمایی می‌باشد.

## داستان
سارقان بانک به جرم سرقت ۱۵ سال زندانی هستند. پس از آزادی، آنها به دنبال غارت پنهانی هستند، اما محل اختفا (یک درخت) به دلیل گسترش شهری اکنون در پشت یک ایستگاه پلیس است. تلاش آنها برای بازیابی مجبوراند…